# هرتتونیمی غربی
هِرْتْتُونیمی غربی (به فنلاندی: Länsi-Herttoniemi) یک منطقهٔ مسکونی در فنلاند است که در هلسینکی واقع شده‌است. هرتتونیمی غربی ۲٬۷۳ کیلومتر مربع مساحت و ۸٬۰۷۶ نفر جمعیت دارد.